# صفوان القدسي
صفوان القدسي (وُلد عام 1940 في دمشق - 28 أكتوبر 2022)، هو قومي ذو توجه ناصري وعضو بارز في القيادة المركزية للجبهة الوطنية التقدمية منذ سنة 1981، كما أنه الأمين العام لحزب الاتحاد الاشتراكي العربي منذ عام 1983. أصابت حزبه هزات وانشقاقات فبقي في الجناح الموالي للسلطة.
درس صفوان في جامعة دمشق، حيث حصل منها على شهادة الإجازة في الفلسفة، وقد شغل مناصب عديدة كأمين تحرير مجلة المعرفة ما بين 1972 و1974، ثم منصب رئيس تحرير في ذات المجلة من 1974 إلى 1978، كما كان ما بين عامي 1980 و1981 رئيساً لتحرير مجلة الموقف الأدبي، وعضو في اتحاد الكتاب العرب.
وكان قبل ذلك قد اُنتخب عضواً بمجلس الشعب في 1977، بعدها عُيِّن وزير دولة من 1978 إلى 1980، وهو أيضاً عضو في جمعية البحوث والدراسات.

## مؤلفاته
ألَّف صفوان القدسي العديد من الكتب منها:
- «السياسة المسلحة، دراسات في الفكر السياسي المعاصر»، دمشق، 1974.
- «الوجه والقناع، دراسات سياسية في الواقع والممكن»، اتحاد الكتاب العرب، دمشق، 1977.
- «الهروب من القومية، محاولات في الرد على مناهضي الوحدة العربية»، دمشق، 1979.
- «تشريح الثورة المضادة»، دمشق، 1983.
- «البطل والتاريخ.. قراءة في فكر حافظ الأسد السياسي»، دمشق، 1984.
- «حافظ الأسد وعالمه الرحيب»، دمشق، 1987.
- «الشجاعة العاقلة والحكمة الجسورة.. تأملات في مدرسة حافظ الأسد الفكرية والسياسية»، 1992.